# Równik

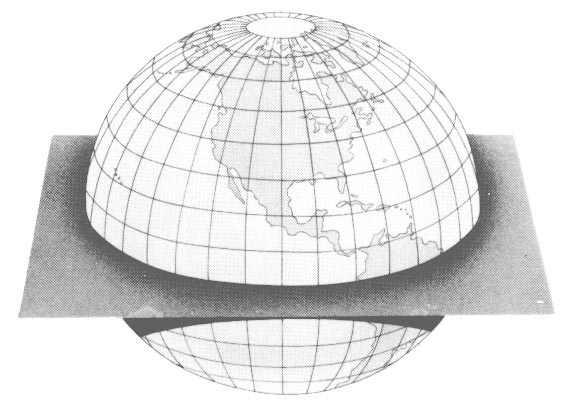
Widok kuli ziemskiej z zaznaczoną płaszczyzną wyznaczającą ziemski równik

Równik – wspólna nazwa dwóch blisko powiązanych pojęć: matematycznego i astronomiczno-geograficznego:
- w geometrii, konkretniej stereometrii, równik sfery z wyróżnioną osią to okrąg wielki leżący na płaszczyźnie prostopadłej do tej osi[1];
- w astronomii i naukach o Ziemi równik to część wspólna powierzchni ciała niebieskiego oraz płaszczyzny prostopadłej do osi obrotu i przechodzącej przez środek masy ciała.

## Równik kuli ziemskiej
Równik Ziemi:

Mapa świata z zaznaczonym równikiem

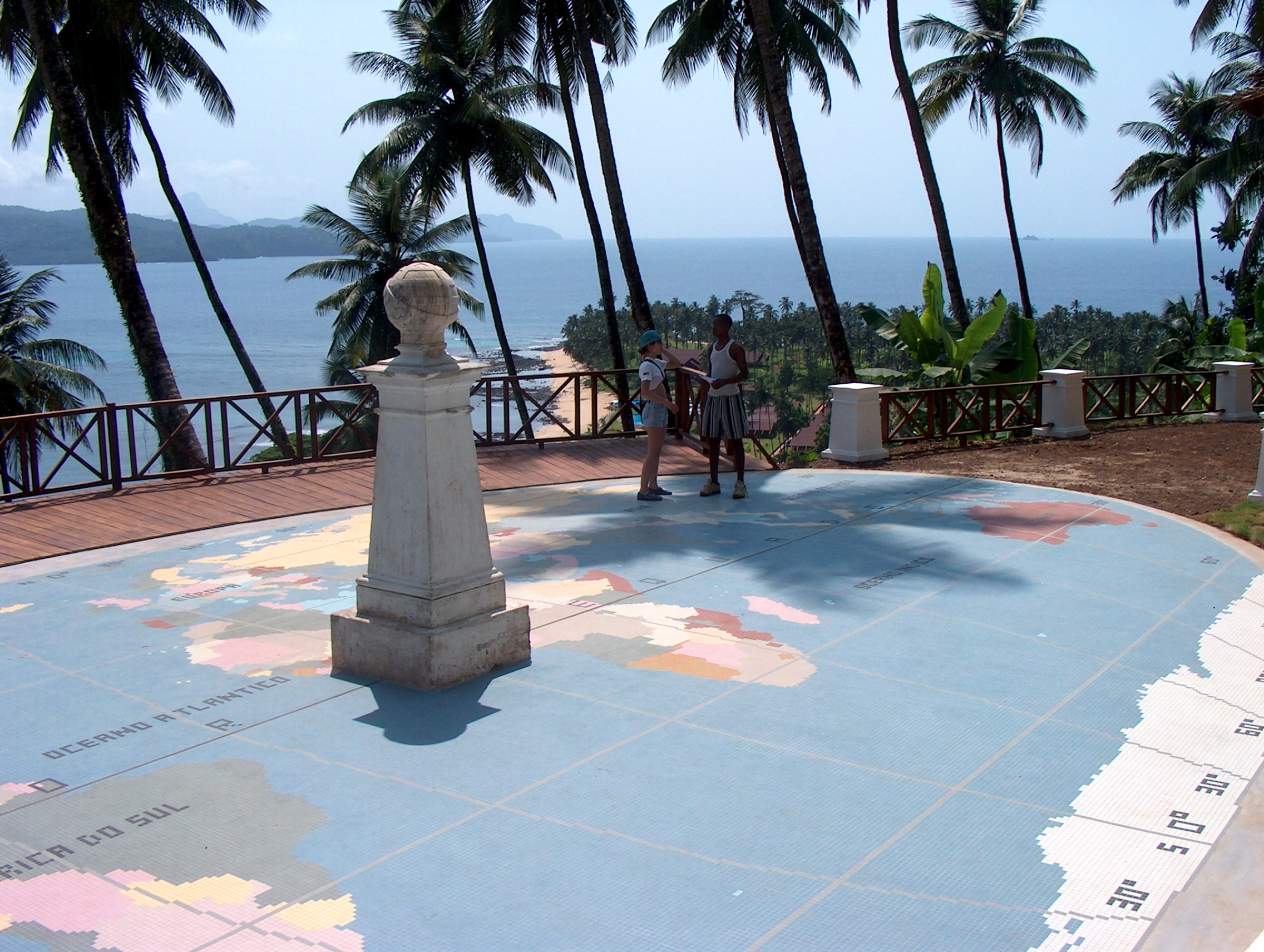
Równik na Ilhéu das Rolas

Na czerwono oznaczono państwa, przez których terytorium przechodzi równik (na niebiesko obszary, przez które przechodzi południk zerowy)

- jest w przybliżeniu jej okręgiem wielkim;
- jest też jej najdłuższym równoleżnikiem;
- dzieli ją na dwie półkule: północną i południową[2];
- ma szerokość geograficzną 0°;
- ma długość 40 075 kilometrów.

| Lp. | Państwo                           | Uwagi                                                        |
| --- | --------------------------------- | ------------------------------------------------------------ |
| 1   | Wyspy Świętego Tomasza i Książęca | Przechodzi przez wyspę Ilhéu das Rolas.                      |
| 2   | Gwinea Równikowa                  | Przechodzi przez przynależne terytorium morskie.             |
| 3   | Gabon                             |                                                              |
| 4   | Kongo                             |                                                              |
| 5   | Demokratyczna Republika Konga     |                                                              |
| 6   | Uganda                            |                                                              |
| 7   | Kenia                             |                                                              |
| 8   | Somalia                           |                                                              |
| 9   | Malediwy                          | Przechodzi przez przynależne terytorium morskie.             |
| 10  | Indonezja                         |                                                              |
| 11  | Kiribati                          | Przechodzi przez przynależne terytorium morskie.             |
| 12  | Stany Zjednoczone                 | Przechodzi przez przynależne terytorium morskie wyspy Baker. |
| 13  | Ekwador                           | Nazwa kraju w języku hiszpańskim (Ecuador) oznacza „równik”  |
| 14  | Kolumbia                          |                                                              |
| 15  | Brazylia                          |                                                              |